# Атачево
Атачево (баш. Әтәс) — деревня в Дюртюлинском районе Республики Башкортостан Российской Федерации. Входит в состав Маядыковского сельсовета.

## География

### Географическое положение
Расстояние до:
- районного центра (Дюртюли): 24 км,
- центра сельсовета (Миништы): 13 км,
- ближайшей ж/д станции (Янаул): 110 км.

## Население
| 2002 | 2009 | 2010 |
| ---- | ---- | ---- |
| 16   | ↘15  | ↗363 |

Национальный состав
Согласно переписи 2002 года, преобладающие национальности — башкиры (56 %), татары (44 %).